# جام ملت‌های زنان آسیا ۱۹۷۵
جام ملت‌های زنان آسیا ۱۹۷۵ نخستین دوره رقابت‌های فوتبال جام ملت‌های زنان آسیا بود که توسط ای‌اف‌سی و به میزبانی کشور هنگ کنگ برگزار شد.

## تیم‌های راه‌یافته
- ۶ تیم راه‌یافته به جام ملت‌های زنان آسیا ۱۹۷۵:
- هنگ کنگ
- استرالیا
- نیوزیلند
- سنگاپور
- مالزی
- تایلند